# Duluth (Minnesota)
Pour les articles homonymes, voir Duluth.
La ville de Duluth (en anglais [dəˈluːθ]) est le siège du comté de Saint Louis, dans le Minnesota, dans le nord des États-Unis. Elle se trouve à l'ouest du lac Supérieur et est reliée à l’océan Atlantique grâce au système des Grands Lacs et au canal Érié. Selon le recensement de 2000, la ville comptait 86 918 habitants, 184 000 avec sa banlieue. Elle compose avec Superior la région urbaine de Twin Ports, regroupant 275 486 habitants.
La ville porte le nom d'un explorateur français, Daniel Greysolon, sieur du Lhut, premier explorateur de cette région des grands lacs au XVIIe siècle.

## Géographie
Selon le Bureau du recensement des États-Unis, la ville a une superficie totale de 226,2 km2, dont 50 km2 d'eau, soit 22,11 % du total. C'est la seconde ville du Minnesota par la superficie, devancée seulement par Hibbing.

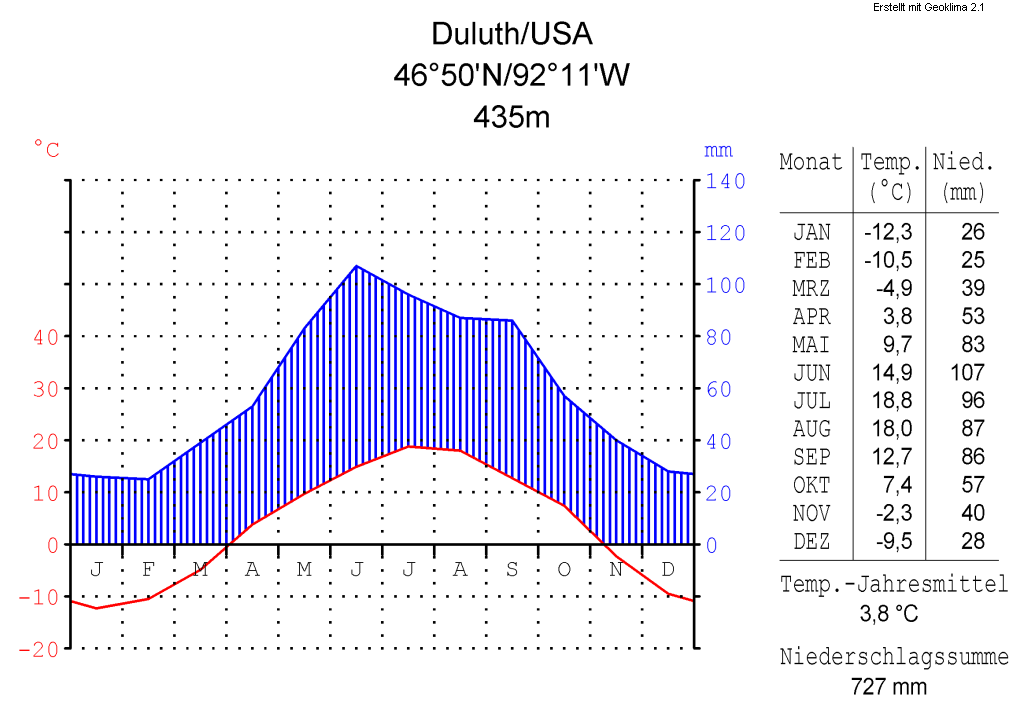
Diagramme de Duluth.

| Mois                              | jan.  | fév.  | mars | avril | mai  | juin | jui. | août  | sep. | oct. | nov. | déc.  | année |
| --------------------------------- | ----- | ----- | ---- | ----- | ---- | ---- | ---- | ----- | ---- | ---- | ---- | ----- | ----- |
| Température minimale moyenne (°C) | −19   | −16,2 | −9,1 | −1,7  | 4,2  | 9,2  | 12,8 | 11,8  | 6,9  | 1,7  | −5,8 | −15,1 | −1,6  |
| Température moyenne (°C)          | −13,9 | −10,9 | −4,2 | 3,7   | 10,4 | 15,4 | 18,9 | 17,6  | 12,3 | 6,5  | −2   | −10,7 | 3,5   |
| Température maximale moyenne (°C) | −8,8  | −5,7  | 0,5  | 9     | 16,6 | 21,7 | 25,1 | 23,3  | 17,7 | 11,3 | 1,8  | −6,3  | 8,8   |
| Précipitations (mm)               | 31    | 20,3  | 48,5 | 57,2  | 77   | 97   | 91,7 | 101,3 | 97,5 | 63,2 | 45,7 | 31,5  | 761,8 |

## Histoire

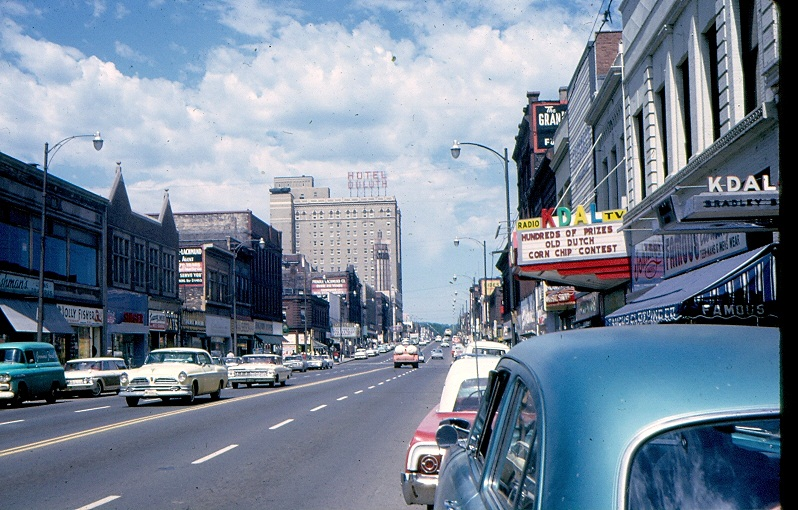
Tower Avenue en 1964.

### Avant 1700
Des tribus amérindiennes ont occupé la région de Duluth pendant des milliers d'années. Il y a deux mille ans, les premiers habitants chassaient avec des pointes de lances et des couteaux et pêchaient avec des crochets métalliques, ils pratiquaient la poterie, ils ont également cultivé le riz sauvage, une céréale encore récoltée et vendue aujourd'hui par des tribus Ojibwés dans la région. Les Sioux ont habité la région jusqu'au milieu du XVIIe siècle.
En 1659, Pierre-Esprit Radisson et Médard des Groseilliers sont allés chercher des fourrures dans la région du lac Supérieur et ont visité la zone qui est devenue aujourd'hui Duluth. Daniel Greysolon, sieur du Lhut est arrivé en 1679 pour régler les rivalités entre deux nations indiennes, les Dakotas et les Ojibwés, et faire avancer les missions de traite des fourrures dans la région. Son travail accompli, les Ojibwés sont devenus des intermédiaires entre les Français et les Dakotas. En conséquence, la zone a prospéré et, dès 1692, la Société la Baie d'Hudson mis en place un petit poste à Fond du Lac.

### XVIIIeetXIXesiècles
En 1792, un poste sur la rive du Wisconsin de la rivière Saint-Louis, à Chequamegon Bay, a été fondé par Jean-Baptiste Codette de la Compagnie du Nord-Ouest. Un incendie a détruit le poste en 1800, mais un émigré allemand, John Jacob Astor, a construit un poste sur le côté de la rivière Minnesota. Dans les années 1850, des rumeurs de l'exploitation minière du cuivre ont commencé à circuler, et en 1854, ont déclenché une ruée vers les terres, et conduit à l'élaboration de l'exploitation minière de minerai de fer dans la région. À la même époque, on a construit des canaux qui ont permis aux grands navires de desservir la région. Une route reliant Duluth à plusieurs villes a également été construite. Onze petites villes sur chaque rive de la rivière Saint-Louis ont été construites.
En 1857, les ressources de cuivre se sont raréfiées et l’activité économique de la zone a été réorientée vers la récolte du bois. Une crise financière a entraîné les trois quarts des pionniers à la quitter la ville. Dans les années 1860, l'homme d'affaires Jay Cooke a construit le chemin de fer du Mississippi afin de créer une extension de Saint-Paul à Duluth. Le chemin de fer a ouvert les zones entre le nord et l'ouest du lac Supérieur à l'exploitation minière de minerai de fer. La population de Duluth le jour du Nouvel An en 1869 comptait 3 500 personnes.
À la fin du XIXe siècle, Duluth était une ville prospère. Elle comptait par habitant plus de millionnaires que toute autre ville au monde et les riches y faisaient volontiers villégiature. De magnifiques demeures victoriennes furent construites. Au début du siècle se construit un gratte-ciel de onze étages l'édifice Torrey encore debout.

### XXeetXXIesiècles
La ville fait parler d'elle lorsqu'un lynchage y est perpétré en 1920.

## Religion
Duluth est le siège du diocèse catholique de Duluth (érigé en 1889) avec la cathédrale Notre-Dame-du-Rosaire.

## Culture
L'université du Minnesota à Duluth est le campus régional du Système de l'Université du Minnesota. Les autres institutions d'enseignement supérieur de la ville et de sa région sont le Collège St. Scholastica, le Lake Superior College, la Duluth Business University et la University of Wisconsin-Superior (à Superior).

## Media
Voir aussi Liste de stations TV à Duluth
Les principaux journaux de la ville sont :
- Duluth News Tribune
- The Reader Weekly (hebdomadaire gratuit)
- The Budgeteer (gratuit)
- BusinessNorth (mensuel)
- Transistor (hebdomadaire gratuit)

## Galerie photographique

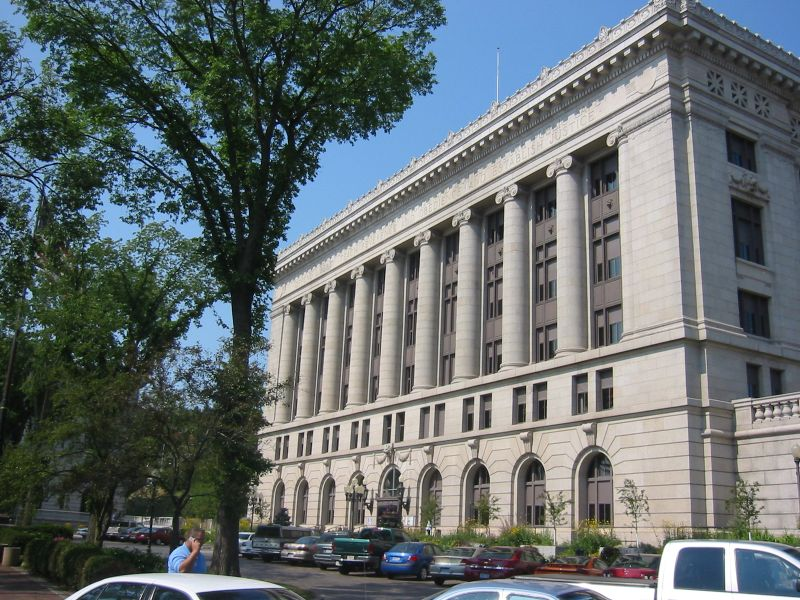
Le siège du comté.
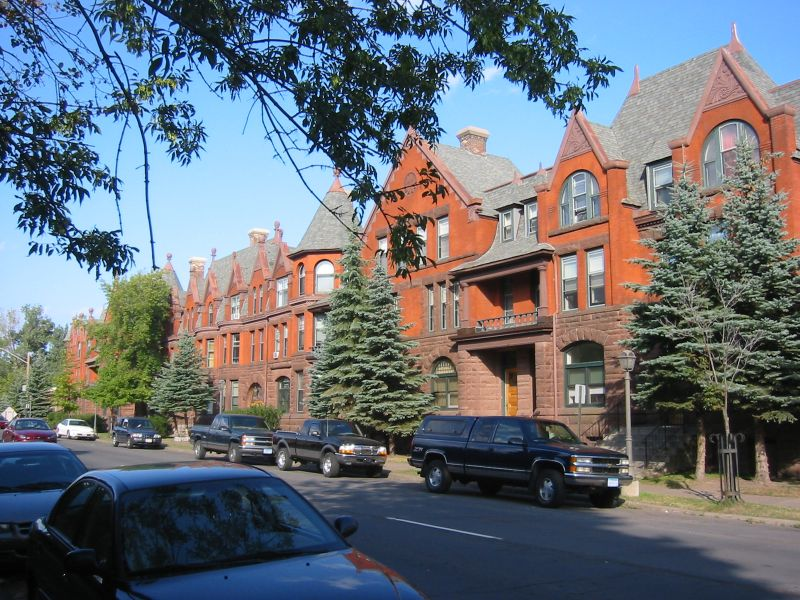
Chester Terrace.
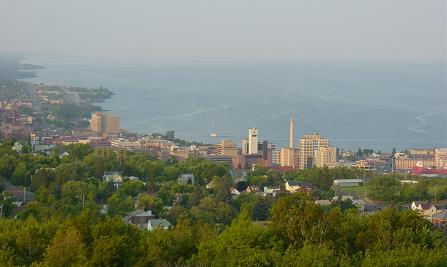
Vue depuis Enger Tower.
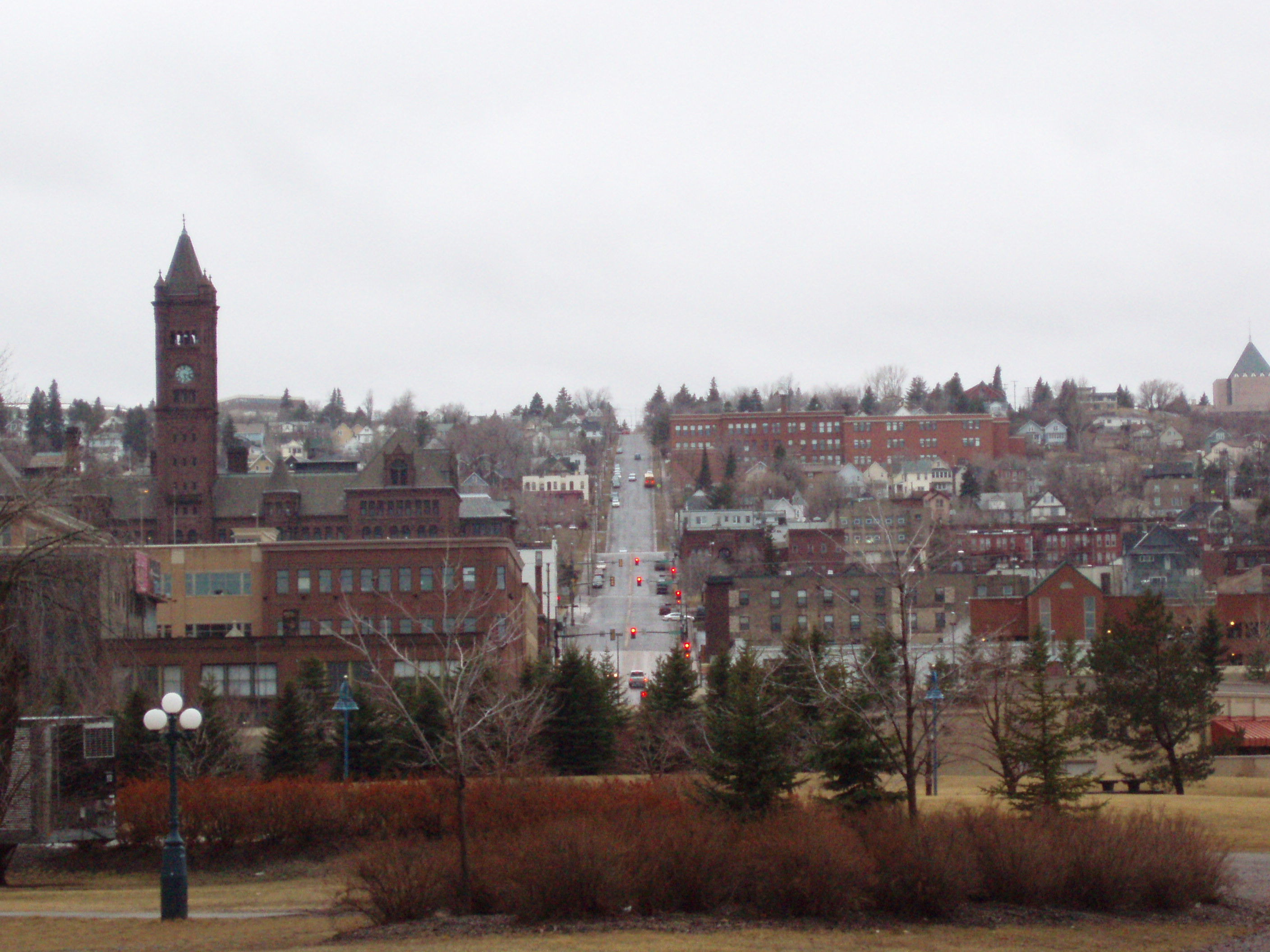
Lake street.
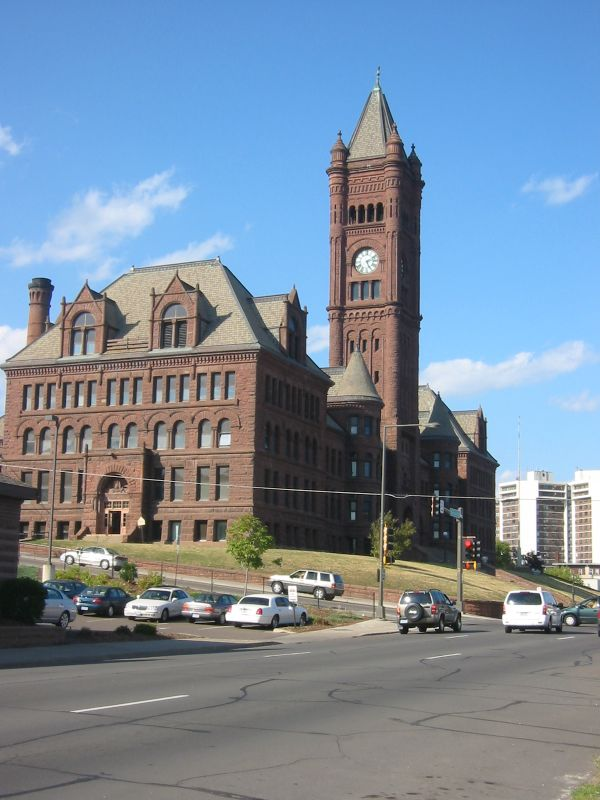
Central High School.
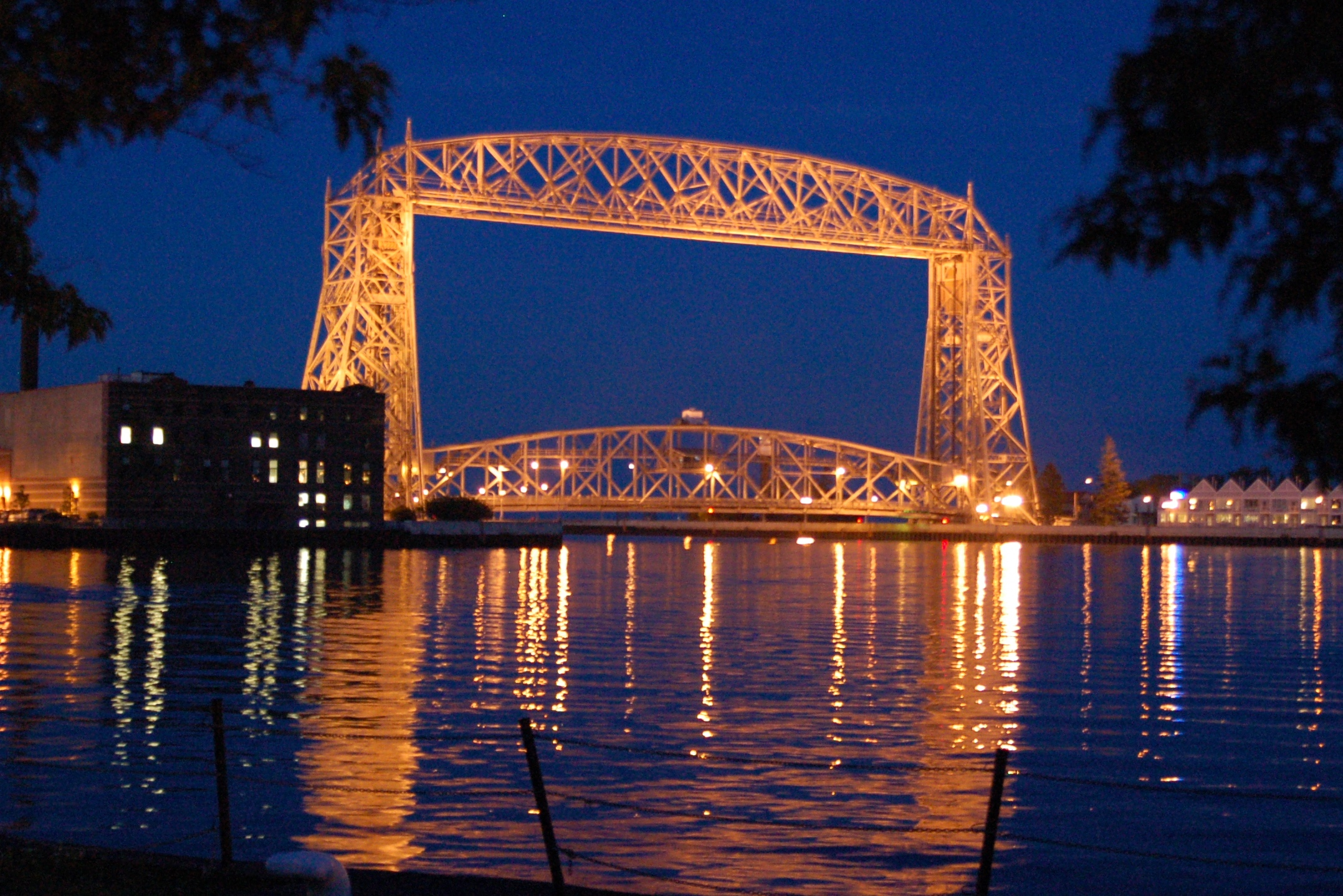
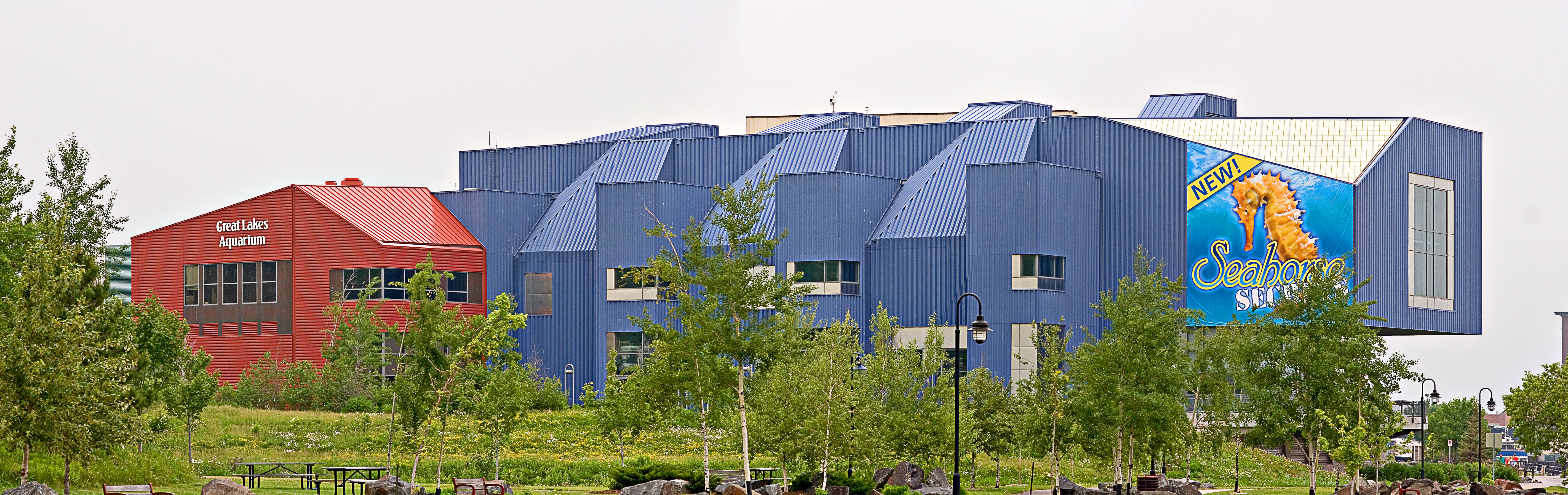
L'aquarium des Grands Lacs.

## Source
- (en) Cet article est partiellement ou en totalité issu de l’article de Wikipédia en anglais intitulé « Duluth, Minnesota » (voir la liste des auteurs).

1. ↑  (en) World Climate, « Duluth, MN, Minnesota, USA:Climate, Global Warming, and Daylight Charts and Data » (consulté le 19 juin 2008)
2. ↑  (en) « U.S. Census Bureau QuickFacts: Duluth city, Minnesota », sur census.gov, Bureau du recensement des États-Unis (consulté le 4 août 2024).